# Grão-Ducado de Meclemburgo-Schwerin

O território de Meclemburgo-Schwerin, dentro do Império Alemão, em 1871

Meclemburgo-Schwerin (em alemão:  Mecklemburg-Schwerin) foi um ducado (desde 1815 um grão-ducado) no nordeste da Alemanha, formado pela partição do Ducado de Meclemburgo. Dirigido pela dinastia Meclemburgo, era um estado relativamente pobre ao longo do litoral do mar Báltico. Após a queda das monarquias em 1918, continuou a ser um estado da República de Weimar. Em 1933, após a ascensão dos nazistas ao poder, foi fundido com o vizinho Grão-Ducado de Meclemburgo-Strelitz para formar o estado de Meclemburgo.